# ساتیام شیوام
ساتیام شیوام 
(به تلوگویی: Satyam Shivam) فیلمی محصول سال ۱۹۸۱ و به کارگردانی کی. راگاوندرا رائو است. در این فیلم بازیگرانی همچون ن. ت. راما رائو، سری دوی، آکنینی ناگیشور رائو، راتی آگنیهوتری ایفای نقش کرده‌اند.